# Тиша бе-ав
Тіш'а бе-Ав (івр. תִּשְׁעָה בְּאָב, у перекладі «Дев'яте ава») — національний день жалоби і посту у євреїв у пам'ять про руйнування Першого і Другого храмів в Єрусалимі. Цього дня євреї нічого не їдять, не п'ють, не вдягають шкіряне взуття. Піст починається з вечора 8 ава за кілька хвилин до заходу сонця і закінчується після появи зірок на небі увечері 9 ава. Тіш'а бе-ав — це також єдиний день у році, коли єврей не тільки не зобов'язаний, але і не має права вивчати Тору (окрім тем безпосередньо пов'язаних з Тіш'а бе-Ав),адже вивчення вважається джерелом радості).

## Історія

### Гріх розвідників
Спочатку піст на 9 ава зв'язувався з «гріхом розвідників» — коли Мойсей привів євреїв до кордонів Землі Обітованої, вони побоялися відразу увійти в неї і просили Мойсея відправити розвідників, з тим щоб ті, повернувшись, описали країну і перспективи життя в ній. І хоча це прохання було виразом сумніву в Бога, який вивів євреїв з Єгипту і обіцяв їм цю країну, все ж Мойсей погодився відправити глав 12 колін на розвідку. Розвідники, що повернулися, повідомили, що країна «укріплена до неба» і населена велетнями, проти яких євреї «малі, як сарана». Тільки глави двох колін, Єгошуа бін Нун (Йосеф, Ефраїм) і Калев бен Єфуне  (Єгуда), стверджували, що земля обітована прекрасна, і що варто вступити туди. Народ повірив, природно, більшості, і всю ніч з восьмого на дев'яте ава євреї плакали, кажучи, що Бог привів їх в цю країну зі злості, і що краще б вони померли в пустелі. Тоді Бог розгнівався і сказав, що в цей раз євреї плакали марно, але тепер у них з'явиться безліч приводів для плачу в цю ніч. Таке буде покарання за гріх невіри.
І першим покаранням стала заборона поколінню, яке вийшло з Єгипту, увійти в Святу Землю. Люди, засумнівався в Бозі, були приречені сорок років поневірятися по пустелі — один рік за кожен день розвідки і померти в ній, як вони і просили. По-друге, за те, що євреї злякалися (незважаючи на всі чудеса і знамення) народів, що населяли Ханаан, і відмовилися увійти до Ізраїлю у вибраний Богом час, було сказано, що тепер євреї зможуть отримати цю землю тільки після важких воєн, хоча могли отримати її дивним чином — без жодних зусиль. І до тих пір, поки євреї не покаються в гріху невіри, це покарання буде з ними, і будуть з'являтися все нові і нові приводи для плачу цього дня.

### Зруйнування Першого Храму
За даними Біблії, руйнування Першого храму вавилонським царем Навуходоносором у 586 році до нашої ери припало на десяте ава (Єр. 52: 12,13) або на сьоме ава (II Ц. 25: 8-9). Однак релігійні авторитети вже досить рано, очевидно, в домішнаїтський період (див. Мішна) вирішили вважати днем жалоби дев'яте ава, вважаючи (як це було зафіксовано пізніше в Талмуді), що «вавилоняни вступили в Храм в сьомий день місяця ав і три дні віддавалися там різним бесчинствам, а в дев'ятий день, ближче до сутінків, підпалили його, і він горів весь десятий день» (Та'ан. 29а). Відомо, що вже за часів Мішни саме дев'ятого ава дотримувався як день жалоби по Першому храму.

### Зруйнування Другого Храму
За Йосипом Флавієм (Війна 6: 249-50), руйнування Другого храму римлянами в 70 році припало на десяте ава. Однак і в цьому випадку Талмуд (Та'ан. 29а) вказує, що Храм був підпалений 9-го ввечері і горів весь наступний день — 10-го ава.

### Інші події, що трапились 9 ава
Дев'ятого ава (імовірно в 135 році) впав останній оплот єврейських повстанців, а вождь повстання Шимо'н бар Кохба (Бар Кузіва) був убитий. За свідченням римського історика Діона Кассія, в боях тієї війни загинуло 580 тисяч євреїв, були зруйновані 50 укріплених міст і 985 поселень; майже вся Юдея перетворилася на випалену пустелю.
Дев'ятого ава, через кілька років після поразки Бар Кохби (більш точних відомостей немає), римський правитель Турнус Руфус переорав територію Храму і його околиць. Збулося сказане пророком: «Через вас Сіон буде розораний, як поле, і Єрусалим стане руїнами, а Храмова гора — лісистим пагорбом» (Міха, 3:12). Загарбники заборонили євреям жити в Єрусалимі. Всякому хто порушив заборону загрожувала смертна кара. Єрусалим став язичницьким містом під назвою Аелія Капітоліна.
Дев'ятого ава 1095 року папа Урбан II оголосив про початок першого хрестового походу, в результаті якого «воїни Ісуса» вбили десятки тисяч євреїв і знищили безліч єврейських громад.
Дев'ятого ава 1146 року, під час другого хрестового походу були організовані погроми в єврейських громадах Німеччини і Франції.
Дев'ятого ава в 1290 році почалося вигнання євреїв з Англії.
На наступний день після дев'ятого ава в 1306 році був виданий указ про вигнання євреїв з Франції, причому все своє майно вони повинні були залишити.
Дев'ятого ава в 1348 році європейських євреїв звинуватили в організації однієї з найбільших в історії епідемій чуми («Чорної смерті»). Це звинувачення призвело до жорстокої хвилі погромів і вбивств.
Дев'ятого ава в 1492 році король Іспанії Фердинанд II Арагонський і королева Ізабелла I Кастильська видали указ про вигнання євреїв з Іспанії.
Дев'ятого ава в 1555 році — євреї Риму переселені в перше в історії гетто.
Дев'ятого ава в 1567 році були переселені в гетто інші євреї Італії.
Дев'ятого ава в 1882 році в Росії почалися погроми єврейських громад у межах смуги осілості.
Дев'ятого ава в 1914 році почалася Перша світова війна.
Дев'ятого ава в 1942 році почалася депортація євреїв з Варшавського гетто.
Дев'ятого ава в 1942 році почав діяти табір смерті в Треблінці.
Також євреї вірять, що коли-небудь цей день стане найбільшим святом — коли всі євреї покаються у своїх гріхах, то саме цього дня народиться Месія.

## Правила та звичаї
Правила та звичаї, що стосуються дев'ятого ава, найбільш докладно кодифіковані Маймонідом, а потім Йосефом Каро. Загальним правилом жалоби дев'ятого ава є прирівнювання його до жалоби зо найближчим родичем. Жалоба починається із заходом сонця в день, що передує дев'ятому ава, і триває до заходу сонця в день дев'ятого ава. Остання трапеза до початку посту повинна складатися не більше ніж з однієї страви без м'яса і вина. Дотримуються наступні правила протягом всього посту: повне утримання від їжі і пиття; утримання від купання (можна лише обполіскувати руки в гігієнічних цілях); утримання від статевих зносин; утримання від користування пахощами і притираннями (парфумерією); заборона носити шкіряне взуття; заборона працювати або займатися справами; слід сидіти на підлозі або на низькій лавці; заборонено вивчати Тору, бо вона є джерелом радості, можна читати і вивчати лише тексти, пов'язані з виразом скорботи і смутку: Плач Єремії (Ейха) і відповідний мідраш (Ейха Раба), книги Йова, Левіт (26: 14-42), Єремії (39), агадичні розділи Талмуду, що присвячені руйнуванню Єрусалима.
9 ава найсуворіші традиціоналісти сплять уночі на підлозі, поклавши під голову камінь. Прийнято, щоб у синагозі цього дня горіло всього кілька свічок. Завісу (парохет), якою завішений Ковчег Завіту, цього дня знімають, а в деяких сефардських синагогах, де такої завіси немає, вішають чорну завісу. В Єрусалимі в день дев'ятого ава прийнято йти до Стіни плачу (Західна стіна). Увечері напередодні дев'ятого ава в Ізраїлі закриті всі театри, кіно, концертні зали тощо. Євреї, що суворо дотримуються традиції, починають дотримуватися жалоби по руйнуванню Храму вже за три тижні до дев'ятого ава, тобто з посту 17 тамуза, посилюючи прояв скорботи протягом останніх дев'яти днів цього періоду, починаючи з першого ава. Серед ашкеназі прийнято утримуватися в ці дні від вживання м'яса і вина (крім як по суботах), не надягати новий або святковий одяг і двічі в день читати приурочені до цього часу елегії, а також псалми 136 і 78. Сефарди дотримуються цих приписів лише протягом тижня, на який випадає дев'яте ава.
Після Шестиденної війни, з возз'єднанням Єрусалиму в 1967 році, в релігійних колах стало обговорюватися питання про зміни в ритуалі дев'ятого ава, пов'язаному з руйнуванням Єрусалиму, і внесення в нього модифікацій, заснованих на положеннях Талмуду, які передбачають настання періоду, коли євреї в Ізраїлі більше не будуть утискатися, хоча Храм ще не буде відновлений.
У другій половині 17 ст. в ході руху Саббатая Цві, який скасував жалобу дев'ятого ава і оголосив його святковим днем, дотримання посту стало ознакою прихильності ортодоксальному юдаїзму. Реформістський рух протягом тривалого часу не визнавав дев'ятого ава як день жалоби. Однак уже кілька десятків років це положення скасовано.